# Otto Thott (1768–1826)
Otto Thott, född den 18 juli 1768 i Skabersjö socken, Malmöhus län, död där den 11 augusti 1826, var en svensk greve och militär. Han var son till Tage Thott samt far till Tage och Axel August Thott.
Thott blev volontär vid Södra skånska kavalleriregementet 1773, kvartermästare där samma år, kornett 1781, kornett vid Husarregementet 1786, löjtnant vid regementet 1788, ryttmästare och regementskvartermästare där 1792, major i armén 1801, sekundmajor vid Mörnerska husarregementet samma år och premiärmajor där 1802. Thott befordrades till överstelöjtnant i armén 1805 och beviljades avsked från regementet samma år med tillstånd att som generaladjutant av flygeln och överstelöjtnant kvarstå i armén. Han beviljades avsked ur krigstjänsten 1807 och tilldelades landshövdings namn, heder och värdighet 1819. Thott blev greve samtidigt som fadern 1807 och tillträdde Skabersjö fideikommiss vid faderns död 1824. Han blev riddare av Svärdsorden 1802.